# Organisation Serbischer Studenten im Ausland
Die Organisation Serbischer Studenten im Ausland (OSSA; serbisch Организација српских студената у иностранству (ОССИ) – Organizacija Srpskih Studenata u Inostranstvu) ist eine internationale, gemeinnützige, nichtstaatliche und apolitische Organisation, die von serbischen Studenten im Jahr 1997 gegründet wurde. Die OSSA hat es sich zur Aufgabe gemacht, serbische Auslandsstudierende zu vernetzen, ihnen eine einfachere Rückkehr nach Serbien zu ermöglichen und die serbische Kultur in der Welt zu fördern.
Die Organisation arbeitet mit einem Hauptsitz in Belgrad und beinhaltet 22 internationale Abteilungen in Europa, Nordamerika, Asien und Australien. Die Organisation arbeitet mehr und mehr mit den Studenten, die sich in Serbien ausbilden, zusammen. Neben Belgrad hat die Organisation Serbischer Studenten im Ausland Büros in drei weiteren Städten, Novi Sad, Niš und Banja Luka.
OSSI fördert ihre Ziele durch unterschiedliche Projekte und Manifestationen sowohl im Ausland als auch in der Heimat. Die Zusammensetzung der Organisation hat sich im Laufe der Zeit verändert, heute zählt die Organisation mehr als 10.000 Mitglieder, davon sind 150 aktiv.

## Geschichte
Anliegen der Mitte Juli 1997 von serbischen Studenten in Nordamerika und in Europa gegründeten OSSA war die Schaffung eines globalen Netzwerkes serbischer Studenten. Zweigstellen sollten in möglichst vielen Ländern der Welt gegründet werden. Leitidee der Organisation ist das Zusammenbringen serbischer Studierender und die Pflege ihrer Verbindung zu Serbien. Zudem strebt sie die Verwirklichung gemeinsamer Interessen der serbischen Studenten. Innerhalb einiger Monate brachte sie zehn Verbände serbischer Studenten in Europa, den Vereinigten Staaten, Großbritannien, Frankreich und in Deutschland zusammen.

### Gründer
Die Organisation wurde von einer Gruppe von 15 serbischen Studierenden in den USA und in Westeuropa gegründet. Sie bemühten sich um Fortschritte in den Bereichen Diplomatie, akademischer Arbeit, Unternehmertum, internationale Beziehungen und Politik.
- Jovan Ratkovic (Leiter 1997–1998), Norwich, UK
- Aleksandar Jovovic (Leiter 1998–1999), Washington, USA
- Dejan Andjelkovic, Seattle, USA
- Ivana Vujic, New Jersey, USA
- Milan Zelcevic, Toronto, Kanada
- Helena Zdravkovic, Hartford, Connecticut, USA
- Vuk Jeremic, London, UK
- Aleksandar Kojic, Boston, USA
- Milan Milenkovic, Stuttgart, Deutschland
- Milos Misajlovic, London, UK
- Ana Mitrovic, Boston, USA
- Milan Pavlovic, New York, USA
- Mihailo Petrovic, Paris, Frankreich
- Anderja Fajgelj, Paris, Frankreich
- Marko Skoric, London, UK

## Ziele der Organisation
Neben unterschiedlichen Aktivitäten sind die Hauptziele der Organisation:
- Hilfe bei der Bewerbung für ein Studium im Ausland
- Hilfe bei der Rückkehr nach Serbien nach einem abgeschlossenen Studium im Ausland
- Förderung von serbischer Kultur im Ausland
- Organisierung von Praktika mit dem Ziel eine Berufserfahrung in Serbien zu ermöglichen
- Förderung der Zusammenarbeit mit ähnlichen studentischen Organisationen in der Welt
- Verbindung von serbischen Studenten die im Ausland studieren

## Struktur der Organisation
Die Leitungsorgane der Organisation sind der Präsident, der Vizepräsident, die Generalversammlung und der Vorstand. Die Mitglieder der Generalversammlung sind auch die Mitglieder der Organisation. Zur Organisationsstruktur gehören der Vorstand, verschiedene Teams und der Rechnungsprüfer.

### Vorstand
- Präsident: Aleksandar Ljubomirovic
- Vizepräsident: Andjela Jankovic
- Vizepräsident: Sofija Matic
- Leiter des Sektors für Marketing und Public Relations – Dijana Avdic
- Leiter des Sektors für Internationale Abteilungen – Nikola Smatlik
- Leiter des Finanzsektors – Ana Stambolic
- Leiter des juristischen Sektors – Aleksandra Dubovac
- Leiter des Sektors für innere Angelegenheiten – Milena Nedeljkovic
- Präsident des Aufsichtsrates – Aljosa Palija

Quelle:

### Internationale Abteilungen
Internationale Abteilungen der Organisation der Serbischen Studenten im Ausland (OSSA; serb. Organizacija Srpskih Studenata u Inostranstvu) bilden organisatorische Einheiten unserer Studenten im Ausland. Ihre wichtigste Aufgabe ist die Promotion serbischer Kultur durch verschiedene Aktivitäten und die Versammlung serbischer Studenten in dem Land, wo sie wohnen, beziehungsweise studieren. Internationale Abteilungen lassen sich auf vier Stufen gründen (Universität-, Stadt-, Länder- und Staatsebene). OSSA besteht im Moment aus 18 internationalen Abteilungen in Europa, sowie aus Abteilungen in den Vereinigten Staaten, Kanada, China und Australien. Neben Abteilungen im Ausland, bietet OSSA auch eine lokale Abteilung die aus Studierenden in Serbien besteht, deren Aufgaben Zusammenarbeit mit Studenten im Ausland, Verbinden von Auslandsstudierenden in ihrem Heimatland, der Republik Serbien, sowie die Ausführung von OSSA-Projekten die in Serbien stattfinden, einschließen.
Vorstandsvorsitzende von internationalen Abteilungen:
- Vereinigte Staaten von Amerika – Lena Babunski
- Kanada – Stefan Petrovic
- Großbritannien – Djordje Zivanovic
- Irland – Mia Brzakovic
- Spanien – Njegos Jankovic
- Frankreich – Jovan Nedeljkovic
- Die Niederlande – Masa Samardzic
- Belgien – Aleksandar Todorovic
- Deutschland – Dijana Avdic
- Die Schweiz – Jovana Micic
- Italien – Branislav Stojanov
- Wien – Sofija Becanovic
- Slowenien – Milena Nedeljkovic
- Dänemark – Dino Nikolic
- Norwegen – Jelena Roncevic
- Schweden – Nevena Sljivic, Jelena Misic
- Tschechien – Aco Lukic
- Griechenland – Sonia Porej
- Russland – Masa Bubalo
- China – Milica Jordanov
- Australien – Nikola Ilievski
- Ungarn – Teodor Trickovic
- Hongkong – Veljko Kovac

## Projekte

### Die OSSIzillation
Die OSSIzillation (sommerliche und winterliche) oder auch, in anderen Worten, die jährliche Mitgliederversammlung ist das wichtigste Projekt der Organisation, das zweimal im Jahr stattfindet und einen Plenar-Charakter hat. An OSSIzillationen nehmen Auslandsstudierende sowie OSSA Mitglieder in Serbien teil und durch den Arbeitsteil bestimmen sie den weiteren Verlauf der Organisation, stellen ihre Vorschläge vor und führen Wahlen und Wiederwahlen durch. OSSIzillation hat auch einen formalen Charakter, da sie von zahlreichen Partnern der Organisation aus den öffentlichen Institutionen, Universitäten, Diplomatie und der Geschäftswelt besucht wird, was unseren Studierenden die Möglichkeit gibt ihr Kontaktnetz zu verbreiten. Der letzte Aspekt ist natürlich informell, da der Hauptzweck der OSSIzillation das Kennenlernen und die Verbindung der Studenten ist.

### pOSSIbility
Das Projekt „pOSSIbility“ wurde mit dem Ziel gegründet, die Abwanderung von hochqualifizierten Arbeitskräften unter den serbischen Studenten im Ausland zu verringern und eine Erhöhung des Humankapitals durch Praktika sowohl in dem öffentlichen als auch in dem privaten Sektor zu ermöglichen. Außerdem, fördert „Possibility“ die Zusammenarbeit und eine langfristige Rückkehr der Serben aus der Diaspora. Das Projekt ermöglicht ihnen, ihr internationales Wissen in ihrem Heimatland anzuwenden und aktiv an der Schaffung einer innovativen Umgebung für die heutige und zukünftige Generationen teilzunehmen. Mit diesem Projekt wollte OSSA die jungen serbischen Talente ermutigen, dadurch dass sie ihnen die Möglichkeit gibt, die Entwicklung ihres eigenen Landes zu beeinflussen.

### Summer Networking Event (SNE)
Das „Summer networking event“ (SNE) ist ein der wichtigsten jährlichen Events der Organisation und findet jeden Sommer auf dem Balkon des „Beogradjanka“ Gebäudes (Masarikova 5), im 6. Stock statt. Dieses Event ist eine außerordentliche Gelegenheit für die Mitglieder der Organisation einander, aber auch Studenten die in Serbien studieren, kennenzulernen, egal ob sie sich für ein Auslandsstudium interessieren oder sich nur mit ihren Kommilitonen aus dem Ausland vernetzen möchten. Weiterhin, gibt dieses Event unseren Studenten die Chance, sich mit den Partnern der Organisation, sowohl aus dem öffentlichen als auch aus dem privaten Sektor, die das Event üblicherweise besuchen, zu vernetzen. Vertreter verschiedener Ministerien, akademischer Gemeinschaft, inländischer aber auch ausländischer Unternehmen sind nur einige unserer Partner die dieses Event besuchen. Das „Summer Networking Event“ wird von einem informellen und interaktiven Charakter gekennzeichnet, denn jedes Mal werden neue Spiele vorgesehen die eine entspannte und angenehme Vernetzung ermöglichen.

### Jugendliche in Bewegung
Das Projekt „Jugendliche in Bewegung“ beabsichtigt die Jugendlichen in den letzten Schul- oder Studienjahren, besonderes die Jugendlichen aus gefährdeten Sozialgruppen über Mobilitätsprogramme über Auslandsstudien und Stipendien zu informieren und ihnen die Vorteile dieser Programmen vorzustellen. Durch Projektaktivitäten auf der lokalen und nationalen Ebene, trägt das Projekt der Erhöhung von dem Bewusstsein und der Kapazität der Jugendlichen an Mobilitätsprojekten teilzunehmen bei und ermöglicht ihnen durch ein Gespräch mit relevanten Institutionen die Bedienungen für ihre Teilnahme zu verbessern.